# La morte cammina per Eastrepps
La morte cammina per Eastrepps (Death Walks in Eastrepps) è un romanzo giallo dello scrittore Francis Beeding, pubblicato per la prima volta nel 1931. È stato definito uno dei migliori romanzi gialli di tutti i tempi.

## Personaggi
- Robert Eldridge, uomo d'affari
- Margaret Withers, amante di Robert Eldridge
- John Withers, marito di Margaret
- James Hewitt, colonnello in pensione
- Mary Hewitt, sorella di James Hewitt
- Dampier, amica di Mary Hewitt
- Protheroe, ispettore della polizia di Eastrepps
- Ruddock, sergente della polizia di Eastrepps
- Sir Jefferson Cobb, capo della polizia della contea
- Wilkins, ispettore capo di Scotland Yard
- William Ferris, corrispondente del Daily Wire
- Alistair Rockingham, giovanotto molto stravagante
- Sir Henry Grey, avvocato difensore

## Trama
16 luglio 1930, Robert Eldridge è sul treno che lo porterà ad Eastrepps. Lì vive una donna, Margaret Withers che, nonostante sia sposata, lo ama. Lui è felice, lei lo ama per quello che è, non per i suoi soldi, non sa che Robert è un uomo molto ricco. Robert ha fatto un sacco di soldi grazie ad una truffa perpetuata, alcuni anni prima, a danno di tantissimi piccoli risparmiatori. Il suo vero nome è James Selby e tutti lo credono in chissà quale paese a godersi i soldi truffati.
Mary vive a Eastrepps ed è una delle tantissime persone truffate da Robert. Mentre cena insieme a suo fratello ripensa a quella truffa subita ed alle difficoltà finanziarie che gli ha provocato. Subito dopo cena Mary, va a fare visita ad una sua amica la signora Dampier. Dopo la visita, la signora Mary si incammina per tornare a casa, ma un'ombra la segue. Mary non vede l'ombra alle sue spalle e non ne sente i passi leggeri. Un attimo dopo un colpo secco e preciso viene sferrato, Mary cade al suolo immobile, lei è la prima vittima.
Il giorno dopo James Hewitt scopre e denuncia l'omicidio della sorella. Partono le indagini per scoprire il brutale assassino. Per farsi dare una mano viene chiamata anche Scotland Yard che invia l'ispettore Wilkins. Gli investigatori incominciano a cercare indizi e testimoni, ma pochi giorni dopo un altro cadavere viene ritrovato, è quello di una giovane donna di nome Helen Taplow. Lei è la seconda vittima.
Proseguono le indagini, la polizia brancola nel più totale buio, ed un terzo cadavere viene ritrovato. Il nome della terza vittima è John Masters. I turisti che affollano la cittadina incominciano ad andarsene, le prenotazioni vengono annullate. La polizia ha una traccia da seguire e dopo una serie di appostamenti viene arrestato Alistair Rockingham con l'accusa di triplice omicidio. Il caso sembra risolto, la cittadina cerca di tornare alle vecchie abitudini ed al suo lento tran tran.
Invece ecco l'imprevisto ed imprevedibile. La signora Dampier, mentre è in giardino a curare le sue piante sente uno strano rumore. Un colpo contro la porta, attira la sua attenzione, e va a vedere di cosa si tratta. Un uomo, con il volto pallido e stravolto si è appena accasciato a terra. La signora Dampier, distratta dal corpo di quest'uomo non vede una sagoma nera con il braccio alzato poco distante. Nella sua mano ha un oggetto luccicante che sferra un colpo brutale e mortale alla povera signora Dampier. Il nome della quarta vittima è Thomas Porter. La signora Dampier è la quinta vittima del brutale assassino.
Ora, una sola cosa è chiara, Alistair Rockingham non può essere l'assassino, visto che era detenuto in carcere, quando ci sono stati gli ultimi due omicidi. La polizia e Scotland Yard devono riconsiderate tutti gli indizi e ripartire con le indagini. Questa serie di omicidi ha richiamato l'attenzione anche dei politici nazionali. Comunque dopo questi due ultimi omicidi la popolazione di Eastrepps ha paura, ha veramente paura, tanto che, di sera, non c'è più nessuno fuori per la cittadina. La popolazione riesce ad organizzare delle ronde di cittadini volontari. Nonostante queste ronde un altro omicidio viene perpetuato dal "mostro". Il nome della sesta vittima è William Ferris.
Il sergente Ruddock ha effettuato un arresto dopo quest'ultimo omicidio del "mostro". Ha arrestato Robert Eldridge sulla base di alcuni indizi. È pure riuscito a scoprire il passato dell'indiziato. Ha scoperto che il suo vero nome è James Selby, il James Selby della mega truffa perpetuata alcuni anni prima. Viene imbastito il processo e, nonostante la testimonianza di Margaret Withers, che dichiara che l'imputato è sempre stato con lei nei giorni dei vari omicidi, Robert Eldridge viene condannato alla pena capitale.
Il ricorso a questa sentenza viene respinto e Robert Eldridge viene giustiziato. Il sergente Ruddock viene trasferito e promosso. Ora è il sovrintendente Ruddock di Scotland Yard. La signorina Margaret Withers sa che è stato appena giustiziato un innocente, ma nonostante questo non ha le prove per dimostrarlo. Si rivolge a sir Henry Grey che gli consiglia di parlare con Scotland Yard. Riesce a farsi mostrare i documenti originali che hanno condannato il suo unico amore.
Mentre consulta i documenti capisce, capisce chi è il vero "mostro" di Eastrepps. Esce di fretta dagli uffici di Scotland Yard e si dirige a casa di sir Henry Grey. Lui, però, non c'è, quella sera cenerà fuori. Lascia un biglietto con scritto le sue riflessioni su questo caso alla sua cameriera e rientra a casa. Dopo poco una sagoma nera sale attraverso la scala di emergenza. Margaret Withers ha paura. Ha paura che sia il "mostro" e che stia venendo ad ucciderla. Un attimo dopo suona il campanello di ingresso del suo appartamento, Margaret va ad aprire fiduciosa ma davanti ha un uomo che lei sa bene chi è. È il "mostro" di Eastrepps e pensare che sembrava una persona tanto gentile.

## Edizioni
- Francis Beeding, La morte cammina per Eastrepps, I Classici del Giallo Mondadori, 1983,  p. 189.
- Francis Beeding, La morte cammina per Eastrepps, Polillo, 2005,  p. 279.